# José Pozas
José Pozas Checa (Málaga, España, 14 de mayo de 1992) es un exjugador español de baloncesto. Con 1.83 metros de estatura,  jugaba en el puesto de base. En el momento de su retirada (2023) era el jugador con más partidos y asistencia de la historia del Obradoiro CAB en ACB.

## Biografía
Pepe Pozas, que se formó en la cantera del Unicaja, tiene en su palmarés una medalla de oro en el Europeo Sub-20 disputado en Bilbao en el 2011.
En 2014 abandona la cantera de Unicaja y firma con el CB Valladolid, con el que promedió 5,7 puntos y 3,6 asistencias en los quince partidos de la Liga Endesa que disputó, tras comenzar la campaña en el Clínicas Rincón de LEB Oro. 
En 2014 el Obradoiro ficha al base por dos temporadas. En la jornada 5 de la temporada 17/18 se convierte en segundo jugador con más partidos disputados en el Obradoiro.
Tras siete temporadas en las filas del Obradoiro CAB, en julio de 2021 se desvincula del club gallego, fichando una semana después por el Real Betis Baloncesto de la liga Endesa.
En octubre de 2023 anuncia su retirada del baloncesto profesional a los 31 años. Después de 7 años en el Obradoiro, se convirtió en el jugador con más partidos (202) y asistencia (704) en ACB del club santiagués.
Dos graves lesiones de rodilla, la primera en 2021 y la segunda en 2023 anticiparon su retirada.